# Крід: Спадок Роккі Бальбоа
«Крід: Спадок Роккі Бальбоа» (англ. Creed) — американський кінофільм Раяна Куглера з Майклом Б. Джорданом і Сільвестром Сталлоне в головних ролях, що є сьомою стрічкою в серії «Роккі» — одночасно спін-оффом і сіквелом, які продовжують історію фільму 2006 року під назваою «Роккі Бальбоа». Основні зйомки проходили з 26 січня по 2 квітня 2015 року в Філадельфії. Вихід у прокат США відбувся 25 листопада 2015 року, в Україні — 14 січня 2016 року.

## Сюжет
Роккі Бальбоа востаннє повернувся у світ професійного боксу, і йому належить стати тренером і наставником Адоніса Кріда, сина Аполло Кріда — першого серйозного суперника і близького друга Роккі. На відміну від свого родича, Крід-молодший не відчуває до боксу ні найменшого інтересу, проте в певний момент спортивне минуле батька проявляється у хлопцеві, змушуючи його продовжити шлях, розпочатий Аполло, і поборотися за допомогою Роккі за титул чемпіона.
Тим часом, Роккі, який не раз втрачав близьких йому людей, змушений зіткнутися з таким смертоносним супротивником, який на рингу йому ще не зустрічався.

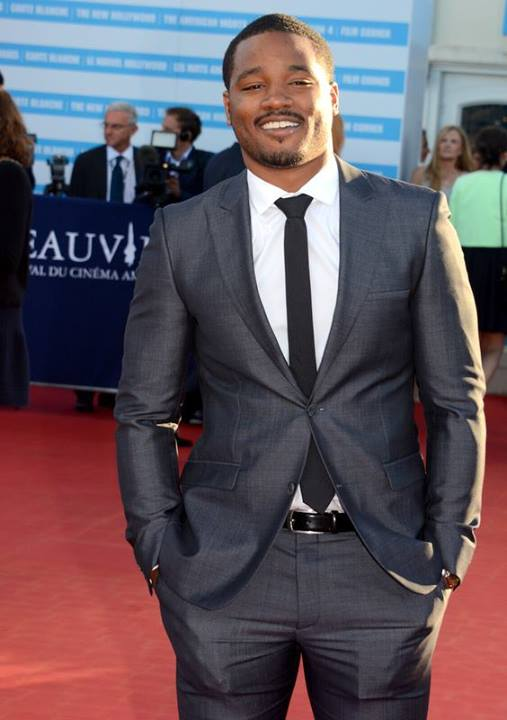
Раян Куглер

## У ролях
- Майкл Б. Джордан — Адоніс Крід
- Сільвестер Сталлоне — Роккі Бальбоа
- Тесса Томпсон — Б'янка
- Філісія Рашад — Мері Енн Крід
- Тоні Белью — Ріки «Красунчик» Конлан
- Грем Мак-Тавіш — Томмі Холлідей
- Андре Уорд — боксер
- Вуд Гарріс — Тоні Еверс
- Лев Шрайбер — диктор HBO (голос)

## Створення фільму

### Кастинг
24 липня 2013 було оголошено, що Раян Куглер, постановник біографічної драми «Станція „Фрутвейл“», виступить режисером сьомого фільму серії «Роккі» — спін-офф під назвою «Creed», в якому, крім Сильвестра Сталлоне, який повернувся до образу Роккі Бальбоа, також зніметься виконавець головної ролі «Станції „Фрутвейл“» — зірка блокбастера «Фантастична четвірка» Майкл Б. Джордан, готовий зіграти сина Аполло Кріда, який став другим учнем Роккі після Томмі Ганна із п'ятого фільму серії.

### Зйомки
Основні зйомки фільму стартували 26 січня 2015 у Філадельфії. За тиждень до цього, 19 січня, було проведено перші знімальні роботи, в ході яких було відзнято певна частина сцен масовки під час футбольного матчу за участю клубів «Евертон» і «Вест Бромвіч Альбіон», що пройшов у рамках англійської Прем'єр-ліги на стадіоні «Гудісон Парк» в Ліверпулі. У лютому частину тренувальних сцен за участю Роккі і Кріда-молодшого була відзнята в одному з боксерських клубів Філадельфії, стилізованому за образом і подобою залу Міккі Голдмілла, присутнього в п'яти фільмах серії. Під час зйомок фінальних епізодів фільму, локацією для яких послужили «Сходи Роккі», на обличчя Сталлоне був накладений спеціальний грим, здатний додати його персонажу ефект старіння. За деякими даними, причиною тому стала серйозна хвороба Роккі Бальбоа, яка буде розвиватися протягом усього фільму. Крім іншого, повідомлялося, що зйомки планувалося також провести в Лас-Вегасі і Лондоні, вперше за всю історію франшизи. Остаточно знімальні роботи завершилися 2 квітня 2015.

## Маркетинг
У січні 2015 Сільвестр Сталлоне знявся в образі Роккі Бальбоа для рекламного ролика компанії  Warburtons , прем'єра якого відбулася 11 квітня. 12 квітня актор опублікував на своїй сторінці в Instagram перший офіційний кадр з фільму. 20 квітня Сільвестр Сталлоне, Майкл Б. Джордан і режисер Раян Куглер відвідали кінофестиваль CinemaCon в Лас-Вегасі, де представили дебютний тизер-трейлер, який вийшов в широкий доступ найближчим час.

## Визнання
| Нагороди та номінації фільму «Крід: Спадок Роккі Бальбоа» | Нагороди та номінації фільму «Крід: Спадок Роккі Бальбоа» | Нагороди та номінації фільму «Крід: Спадок Роккі Бальбоа» | Нагороди та номінації фільму «Крід: Спадок Роккі Бальбоа» | Нагороди та номінації фільму «Крід: Спадок Роккі Бальбоа» | Нагороди та номінації фільму «Крід: Спадок Роккі Бальбоа» | Нагороди та номінації фільму «Крід: Спадок Роккі Бальбоа» |
| Рік                                                       | Кінопремія / Кінофестиваль                                | Категорія / Нагорода                                      | Номінант                                                  | Результат                                                 | Дж                                                        |                                                           |
| --------------------------------------------------------- | --------------------------------------------------------- | --------------------------------------------------------- | --------------------------------------------------------- | --------------------------------------------------------- | --------------------------------------------------------- | --------------------------------------------------------- |
| 2016                                                      | 88-ма церемонія вручення нагороди «Оскар»                 | Найкращий актор другого плану                             | Сільвестер Сталлоне                                       | Номінація                                                 | [ 15 ]                                                    |                                                           |